# Кубок Англії з футболу 1924—1925
Кубок Англії з футболу 1924—1925 — 50-й розіграш найстарішого футбольного турніру у світі, Кубка виклику Футбольної Асоціації, також відомого як Кубок Англії. Вчетверте титул здобув Шеффілд Юнайтед.

## Перший раунд
| Дата                  | Господарі                | Рахунок | Гості                    |
| --------------------- | ------------------------ | ------- | ------------------------ |
| 10 січня              | Бірмінгем Сіті           | 2:0     | Челсі                    |
| 10 січня              | Блекпул                  | 0:0     | Барроу                   |
| 14 січня Перегравання | Барроу                   | 0:2     | Блекпул                  |
| 10 січня              | Бері                     | 0:3     | Сандерленд               |
| 10 січня              | Ліверпуль                | 3:0     | Лідс Юнайтед             |
| 10 січня              | Престон Норт-Енд         | 4:1     | Манчестер Сіті           |
| 10 січня              | Саутгемптон              | 3:1     | Ексетер Сіті             |
| 10 січня              | Вотфорд                  | 1:1     | Брайтон енд Гоув Альбіон |
| 14 січня Перегравання | Брайтон енд Гоув Альбіон | 4:3     | Вотфорд                  |
| 10 січня              | Лестер Сіті              | 3:0     | Сток                     |
| 10 січня              | Ноттінгем Форест         | 1:0     | Клептон Орієнт           |
| 10 січня              | Блекберн Роверз          | 1:0     | Олдем Атлетік            |
| 10 січня              | Астон Вілла              | 7:2     | Порт Вейл                |
| 10 січня              | Венсдей                  | 2:0     | Манчестер Юнайтед        |
| 10 січня              | Болтон Вондерерз         | 3:0     | Гаддерсфілд Таун         |
| 10 січня              | Вест-Бромвіч Альбіон     | 4:0     | Лутон Таун               |
| 10 січня              | Дербі Каунті             | 0:1     | Бредфорд Сіті            |
| 10 січня              | Евертон                  | 2:1     | Бернлі                   |
| 10 січня              | Свіндон Таун             | 1:2     | Фулгем                   |
| 10 січня              | Донкастер Роверз         | 1:2     | Норвіч Сіті              |
| 10 січня              | Шеффілд Юнайтед          | 5:0     | Корінтіан                |
| 10 січня              | Ньюкасл Юнайтед          | 4:1     | Гартлпул Юнайтед         |
| 10 січня              | Тоттенгем Готспур        | 3:0     | Нортгемптон Таун         |
| 10 січня              | Квінз Парк Рейнджерс     | 1:3     | Стокпорт Каунті          |
| 10 січня              | Аккрінгтон Стенлі        | 2:5     | Портсмут                 |
| 10 січня              | Бристоль Роверз          | 0:1     | Бристоль Сіті            |
| 10 січня              | Ковентрі Сіті            | 0:2     | Ноттс Каунті             |
| 10 січня              | Міллволл                 | 0:0     | Барнслі                  |
| 15 січня Перегравання | Барнслі                  | 2:1     | Міллволл                 |
| 10 січня              | Галл Сіті                | 1:1     | Вулвергемптон Вондерерз  |
| 15 січня Перегравання | Вулвергемптон Вондерерз  | 0:1     | Галл Сіті                |
| 10 січня              | Крістал Пелес            | 2:1     | Саут Шилдс               |
| 10 січня              | Бредфорд Парк-Авеню      | 1:0     | Мідлсбро                 |
| 10 січня              | Кардіфф Сіті             | 0:0     | Дарлінгтон               |
| 14 січня Перегравання | Дарлінгтон               | 0:0     | Кардіфф Сіті             |
| 19 січня Перегравання | Кардіфф Сіті             | 2:0     | Дарлінгтон               |
| 10 січня              | Свонсі Сіті              | 3:0     | Плімут Аргайл            |
| 14 січня              | Вест Гем Юнайтед         | 0:0     | Арсенал                  |
| 21 січня Перегравання | Арсенал                  | 2:2     | Вест Гем Юнайтед         |
| 26 січня Перегравання | Вест Гем Юнайтед         | 1:0     | Арсенал                  |

## Другий раунд
До другого раунду увійшли переможці першого раунду. 
| Дата                  | Господарі            | Рахунок | Гості                    |
| --------------------- | -------------------- | ------- | ------------------------ |
| 31 січня              | Бірмінгем Сіті       | 1:0     | Стокпорт Каунті          |
| 31 січня              | Бристоль Сіті        | 0:1     | Ліверпуль                |
| 31 січня              | Саутгемптон          | 1:0     | Брайтон енд Гоув Альбіон |
| 31 січня              | Ноттс Каунті         | 4:0     | Норвіч Сіті              |
| 31 січня              | Ноттінгем Форест     | 0:2     | Вест Гем Юнайтед         |
| 31 січня              | Блекберн Роверз      | 0:0     | Портсмут                 |
| 4 лютого Перегравання | Портсмут             | 0:0     | Блекберн Роверз          |
| 9 лютого Перегравання | Блекберн Роверз      | 1:0     | Портсмут                 |
| 31 січня              | Вест-Бромвіч Альбіон | 2:0     | Престон Норт-Енд         |
| 31 січня              | Сандерленд           | 0:0     | Евертон                  |
| 4 лютого Перегравання | Евертон              | 2:1     | Сандерленд               |
| 31 січня              | Шеффілд Юнайтед      | 3:2     | Венсдей                  |
| 31 січня              | Ньюкасл Юнайтед      | 2:2     | Лестер Сіті              |
| 4 лютого Перегравання | Лестер Сіті          | 1:0     | Ньюкасл Юнайтед          |
| 31 січня              | Тоттенгем Готспур    | 1:1     | Болтон Вондерерз         |
| 4 лютого Перегравання | Болтон Вондерерз     | 0:1     | Тоттенгем Готспур        |
| 31 січня              | Барнслі              | 0:3     | Бредфорд Сіті            |
| 31 січня              | Галл Сіті            | 3:2     | Крістал Пелес            |
| 31 січня              | Бредфорд Парк-Авеню  | 1:1     | Блекпул                  |
| 4 лютого Перегравання | Блекпул              | 2:1     | Бредфорд Парк-Авеню      |
| 31 січня              | Кардіфф Сіті         | 1:0     | Фулгем                   |
| 31 січня              | Свонсі Сіті          | 1:3     | Астон Вілла              |

## Третій раунд
До третього раунду увійшли переможці другого раунду. 
| Дата                   | Господарі            | Рахунок | Гості                |
| ---------------------- | -------------------- | ------- | -------------------- |
| 21 лютого              | Ліверпуль            | 2:1     | Бірмінгем Сіті       |
| 21 лютого              | Саутгемптон          | 2:0     | Бредфорд Сіті        |
| 21 лютого              | Ноттс Каунті         | 0:2     | Кардіфф Сіті         |
| 21 лютого              | Вест-Бромвіч Альбіон | 1:1     | Астон Вілла          |
| 25 лютого Перегравання | Астон Вілла          | 1:2     | Вест-Бромвіч Альбіон |
| 21 лютого              | Шеффілд Юнайтед      | 1:0     | Евертон              |
| 21 лютого              | Тоттенгем Готспур    | 2:2     | Блекберн Роверз      |
| 25 лютого Перегравання | Блекберн Роверз      | 3:1     | Тоттенгем Готспур    |
| 21 лютого              | Вест Гем Юнайтед     | 1:1     | Блекпул              |
| 25 лютого Перегравання | Блекпул              | 3:0     | Вест Гем Юнайтед     |
| 21 лютого              | Галл Сіті            | 1:1     | Лестер Сіті          |
| 25 лютого Перегравання | Лестер Сіті          | 3:1     | Галл Сіті            |

## Четвертий раунд
У цьому раунді зіграли переможці попереднього етапу.
| Дата      | Господарі       | Рахунок | Гості                |
| --------- | --------------- | ------- | -------------------- |
| 7 березня | Саутгемптон     | 1:0     | Ліверпуль            |
| 7 березня | Шеффілд Юнайтед | 2:0     | Вест-Бромвіч Альбіон |
| 7 березня | Блекберн Роверз | 1:0     | Блекпул              |
| 7 березня | Кардіфф Сіті    | 2:1     | Лестер Сіті          |

## Півфінали
У півфіналах зіграли команди, що перемогли на попередньому етапі.
| Дата       | Господарі       | Рахунок | Гості           |
| ---------- | --------------- | ------- | --------------- |
| 28 березня | Шеффілд Юнайтед | 2:0     | Саутгемптон     |
| 28 березня | Кардіфф Сіті    | 3:1     | Блекберн Роверз |

## Фінал
| 25 квітня 1925 |

| Шеффілд Юнайтед | 1:0      | Кардіфф Сіті |
| --------------- | -------- | ------------ |
| Танстол 30'     | Протокол |              |

| Вемблі, Лондон Глядачів: 91 763 Арбітр: Ноель Ватсон |